# Henri Konan Bédié

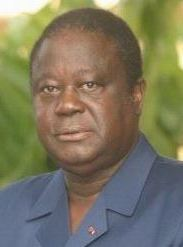
Henri Konan Bédié, 2017

Henri Konan Bédié (* 5. Mai 1934 in Dadiékro; † 1. August 2023 in Abidjan) war ein ivorischer Diplomat und Politiker. Vom 7. Dezember 1993 bis 24. Dezember 1999 war er Staatspräsident.

## Leben
Bédié wurde als Angehöriger der Baule geboren und ging nach dem Schulabschluss zum Studium an die Universität Poitiers. Er stand zunächst im diplomatischen Dienst Frankreichs, wechselte mit der Unabhängigkeit der Elfenbeinküste 1961 in deren diplomatischen Dienst und wurde unter anderem der erste Botschafter der Elfenbeinküste in den Vereinigten Staaten. Von 1965 bis 1977 war er Minister für Wirtschaft und Finanzen. In der Zeit von 1978 bis 1980 war er Sonderberater des Präsidenten der Weltbank für afrikanische Angelegenheiten. Nach seiner Rückkehr 1980 diente er als Abgeordneter und Parlamentspräsident. Damit war er der zweite Mann im Staat. 
Nach dem Tod von Präsident Félix Houphouët-Boigny im Dezember 1993 trat er verfassungsgemäß dessen Nachfolge an. Bei den Präsidentschaftswahlen am 22. Oktober 1995 wurde er im Amt bestätigt.
Bédié wurde Weihnachten 1999, im ersten erfolgreichen Militärputsch der Elfenbeinküste, durch den Militär Robert Guéï entmachtet und von der französischen Armee nach Togo ausgeflogen.